# Café Guarany
O Café Guarany é um restaurante e café histórico localizado na Avenida dos Aliados, em plena Baixa da cidade do Porto, em Portugal.

## História
Integrado num surto de abertura de cafés no Porto na década de 1930, a 29 de Janeiro de 1933 foi inaugurado o Café Guarany, projecto do arquitecto Rogério de Azevedo com decoração do escultor Henrique Moreira.
Espaço de convívio, tertúlias e cultura desde a sua fundação, em 2003 o Guarany foi totalmente restaurado, buscando um compromisso entre a tradição e a qualidade de serviço. Uma das paredes passou a ostentar pinturas de Graça Morais.